# Philipp Frank (Philosoph)
Philipp G. Frank (* 20. März 1884 in Wien, Österreich-Ungarn; † 21. Juli 1966 in Cambridge, Massachusetts, USA) war ein österreichischer Philosoph, Physiker und Mathematiker.

## Leben
Philipp Frank war der Sohn von Ignaz Frank und Jenny Feilendorf. Sein Bruder war der österreichisch-schwedische Architekt Josef Frank. Philipp Frank studierte Physik bei Ludwig Boltzmann an der Universität Wien und promovierte dort in theoretischer Physik im Jahre 1906. Schon seit der Studienzeit interessierten ihn philosophische Fragen und so kam er in Kontakt mit dem Wiener Kreis. Frank war mit Richard von Mises befreundet. Aus der Zusammenarbeit ging unter anderem das Buch Differentialgleichungen und Integralgleichungen der Mechanik und Physik (1925) hervor.
Frank schrieb eine Arbeit über Kausalität, von der Albert Einstein beeindruckt war, und es gab einen regen Austausch zwischen beiden. Frank habilitierte sich 1910 an der Universität Wien und wurde dort Dozent. Auf Einsteins Empfehlung wurde Frank im Jahr 1912 sein Nachfolger an der Deutschen Universität in Prag, wo er bis 1938 blieb. Aufgrund des Einmarsches der Wehrmacht und der Zerschlagung des Wiener Kreises wanderte Frank in die USA aus. Dort war er zunächst Gastdozent und danach Dozent in Physik und Mathematik an der Harvard-Universität. Sein Freund Richard von Mises folgte ihm dorthin. Frank schrieb in den USA 1947 eine Biographie über Einstein, mit dem er befreundet war, mit dem Titel: Sein Leben und seine Zeit.
Frank arbeitete auf verschiedenen Gebieten der Mathematik und Physik: Variationsrechnung, Fourierreihen, Funktionenräume, geometrische Optik, Schrödinger'sche Wellenmechanik und Relativitätstheorie. Seine Publikationen decken einen weiten Bereich ab. Z. B. versuchte er 1910 zusammen mit Hermann Rothe, die Lorentz-Transformation im Rahmen der Gruppentheorie und ohne Rückgriff auf das Postulat der Konstanz der Lichtgeschwindigkeit abzuleiten.

## Mitgliedschaften
1943 wurde Frank in die American Academy of Arts and Sciences gewählt. 1945 wurde er Fellow der American Physical Society.

## Schriften
- mit Hermann Rothe: Über die Transformation der Raum-Zeitkoordinaten von ruhenden auf bewegte Systeme. In: Annalen der Physik. Band 34, 1910, S. 825–855 (online).
- mit Richard von Mises (Hrsg.): Die Differential- und Integralgleichungen der Mechanik und Physik, Band I: Mathematischer Teil, Band II: Physikalischer Teil. 1. Auflage. 1925, 2. vermehrte Auflage 1930, unveränderter Nachdruck der 2., vermehrten Auflage 1961, Dover Publications Inc., New York und Friedrich Vieweg & Sohn, Braunschweig.
- Das Kausalgesetz und seine Grenzen. Wien 1932. Neuauflage 1988.
- Between physics and philosophy. Univ. Press, Cambridge, Mass. 1941.
- Modern science and its philosophy. Univ. Press, Cambridge, Mass. 1949.
- Einstein: Sein Leben und seine Zeit. Paul List Verlag, München Leipzig Freiburg i. Br. 1949. (Amerikanische Ausgabe bei Alfred A. Knopf, New York 1947). Neuauflage: Vieweg, Wiesbaden 1979, ISBN 3-528-08437-5.
- Wahrheit – relativ oder absolut? Zürich 1952.
- The validation of scientific theories. 1961.
- mit anderen: The Law of Causality and Its Limits. Vienna Circle Collection. 1997.
- Foundations of Physics (= Foundations of the Unity of Science. Band 1, Nr. 7). University of Chicago Press, Chicago 1946; 6. Auflage 1969.
- The validation of scientific theories.
- Relativity and its astronomical implications: The significance of general relativity presented in the language of the layman.
- Thermodynamics .
- Interpretations and misinterpretations of modern physics.
- Relativity: A richer truth. Seeds-of-thought series
- Philosophy of science.